# Staničenje
Staničenje (cyr. Станичење) – wieś w Serbii, w okręgu pirockim, w mieście Pirot. W 2011 roku liczyła 457 mieszkańców.